# فيل باش
فيل باش (بالإنجليزية: Philip Bach)‏ (1 يناير 1872 في المملكة المتحدة - 30 ديسمبر 1937 بميدلزبرة في المملكة المتحدة) هو لاعب كرة قدم بريطاني (وحمل سابقاً جنسية المملكة المتحدة لبريطانيا العظمى وأيرلندا) في مركز الدفاع. شارك مع منتخب إنجلترا لكرة القدم. أما مع النوادي، فقد لعب مع نادي بريستول سيتي ونادي ريدنغ ونادي سندرلاند ونادي ميدلزبره ونادي تشيلتنهام تاون لكرة القدم.

## وصلات خارجية
- فيل باش على موقع قاعدة بيانات كرة القدم.إي يو (الإنجليزية)
- فيل باش على موقع ناشيونال فوتبول تيمز (الإنجليزية)